# María Antonia de Paz y Figueroa
María Antonia de Paz y Figueroa (plus connue sous le nom de Mama Antula), née le 11 février 1730 à Villa Silípica (Argentine) et décédée le 7 mars 1799 à Buenos Aires, est une religieuse et missionnaire argentine, ayant contribué à la formation religieuse de la population argentine, notamment par la promotion des Exercices spirituels de saint Ignace de Loyola. Reconnnue comme fondatrice de l'institut religieux des 'Filles du Divin Sauveur' et canonisée en 2024 Mama Antula est liturgiquement commémorée le 7 mars. 

## Biographie

### Jeunesse
Née le 17 février 1730 Maria Antonia est l'ainée des trois filles de Francisco Solano de Paz, un prospère 'encomendero' de la Vice-royauté du Río de la Plata (aujourd'hui: Argentine). Dans sa jeunesse elle montrait une familiarité avec les indigènes et esclaves noirs de l'entreprise familiale, ce qui inquiétait ses parents. Un ami d'enfance, Gaspar Xuarez, devenu jésuite devint son directeur spirituel et l'introduisit aux Exercices spirituel de saint Ignace de Loyola dont elle lut une 'vie'.

### Mouvement des retraites, à Cordoba
Attirée par la vocation jésuite mais ne pouvant entrer dans la Compagnie de Jésus elle crée un groupe de beatae, jeunes femmes adoptant de vivre en communauté religieuse. pour aider au ministère des retraites spirituelles organisées par les Jésuites. Durant la vingtaine d'années qui suivirent Mama Antula devint une 'missionnaire locale' éduquant et organisant des retraites spirituelles pour les gens les plus simples, tout en approfondissant sa pratique personnelle. 
Mama Antula a 37 ans lorsque, en 1767, le roi Charles III expulse les Jésuites de tous les territoires espagnols, y compris les colonies. Ils sont 456 à partir en exil.  Surmontant son désarroi personnel - et avec le soutien de l'évêque local - Mama Antula s'engage davantage dans le mouvement des retraites spirituelles. Avec ses 'beatae' elle organise systématiquement des retraites de 10 jours rassemblant une centaine de personnes. Elles visitent les 'pueblos', sollicitent des bienfaiteurs, organisent la publicité, l'intendance et le logement, et recrutent des prêtres pour les instructions et sacrements.  Dans les 'maisons des Exercices' les riches côtoient les pauvres et les esclaves. Cela fait sensation.  
Le mouvement se répand dans les provinces et diocèses voisins: Tucumán, Catamarca, Salta, La Rioja. En une année (1777-78), à Cordoba, elle organise 14 retraites de 10 jours pour chaque fois entre 200 à 300 personnes.

### Le mouvement continue à Buenos Aires
En 1779 Mama Antula se rend (à pieds) à Buenos Aires - une distance de plus de 1 000 km -  pour y promouvoir le même mouvement des retraites spirituelles. Elle y est fraichement reçue. Durant neuf mois l'évêque refuse de lui donner sa permission. Des problèmes également avec le vice-roi. Acceptant avec patience cette rebuffade elle n'en persévère pas moins et peut finalement commencer cet apostolat spirituel en 1780. Elle y obtient le même succès que dans le nord du territoire colonial.  Dans les années 1790 une maison est construite spécialement pour les retraites, la 'Santa Casa de Ejercicios', ou des 'exercices spirituels' adaptés à leur situation propre sont organisés pour les jeunes, les pauvres, les paumés de toute sorte... 
Elle donne naissance à la 'société des filles du Divin Sauveur' pour la continuité de son œuvre missionnaire.
C'est dans cette maison, à Buenos Aires, que Maria Antonia de Paz y Figueroa (Mama Antula) rend le dernier soupir, le 7 mars 1799. 

## Vénération

### Béatification
- 1905 : ouverture de la cause en béatification et canonisation, relancée en 1999 par le cardinal Bergoglio
- 1er juillet 2010 : le pape Benoît XVI lui attribue le titre de vénérable
- 3 mars 2016 : le pape François reconnaît un miracle dû à son intercession et signe le décret de béatification
- 27 août 2016 : béatification célébrée à Santiago del Estero par le cardinal Angelo Amato au nom du Saint-Père.

### Canonisation
Le 8 novembre 2023, le pape François signe le décret authentifiant le miracle attribué à l'intercession de Mama Antula, permettant ainsi sa canonisation.
Elle est solennellement proclamée sainte le 11 février 2024 par le pape François, lors d'une messe pontificale célébrée dans la Basilique Saint-Pierre à Rome, en présence du président argentin Javier Milei. Mama Antula est la première sainte argentine canonisée.

### Culte

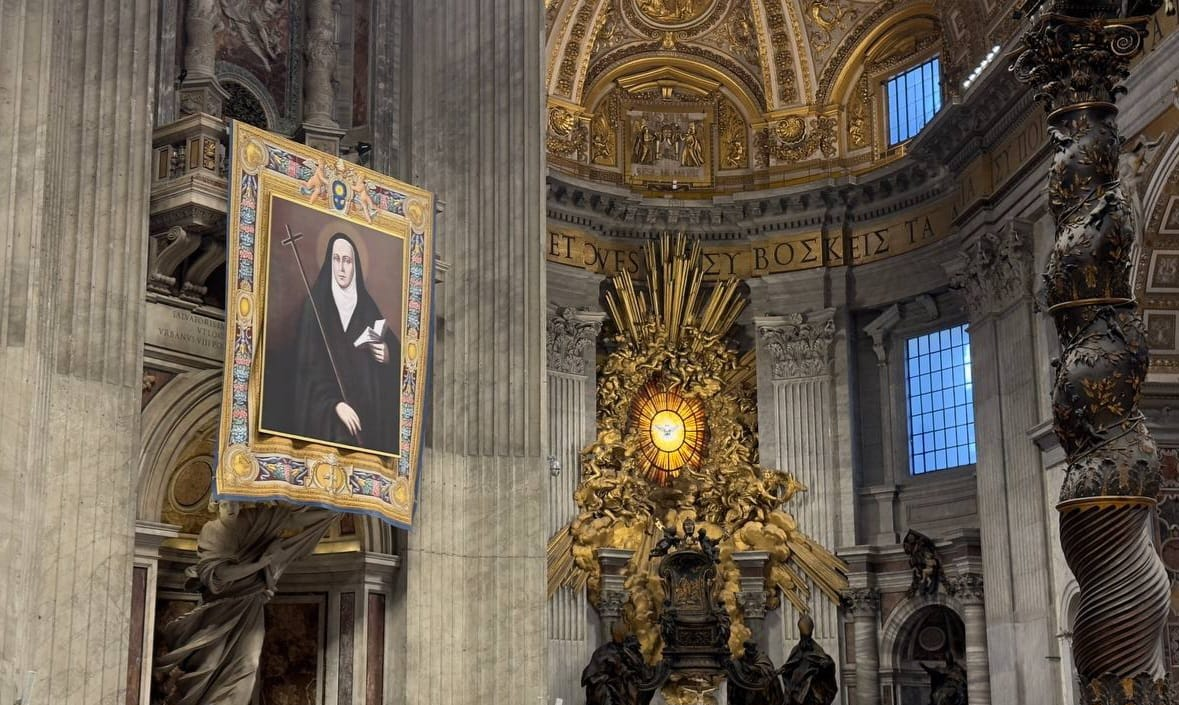
Dans la Basilique Saint-Pierre de Rome, le jour de la canonisation (Mama Antula).

Elle est commémorée le 7 mars selon le Martyrologe romain.
Ses reliques sont vénérées dans la Basilique Nuestra Señora de la Merced dans le centre ville de Buenos Aires. Un sanctuaire a également été élevé sur le lieu de sa naissance.

## Source
- Austen Ivereigh: Mother Courage', dans The Tablet, vol.278, no 9539 (10 February 2024), p. 7.